# Lincoln (Dakota del Norte)
Lincoln es una ciudad ubicada en el condado de Burleigh en el estado estadounidense de Dakota del Norte. En el censo de 2010 tenía una población de 2406 habitantes y una densidad poblacional de 833,15 personas por km².

## Geografía
Lincoln se encuentra ubicada en las coordenadas 46°46′3″N 100°42′6″O / 46.76750, -100.70167. Según la Oficina del Censo de los Estados Unidos, Lincoln tiene una superficie total de 2.89 km², de la cual 2.89 km² corresponden a tierra firme y (0%) 0 km² es agua.

## Demografía
Según el censo de 2010, había 2406 personas residiendo en Lincoln. La densidad de población era de 833,15 hab./km². De los 2406 habitantes, Lincoln estaba compuesto por el 94.64% blancos, el 0.91% eran afroamericanos, el 2.04% eran amerindios, el 0.12% eran asiáticos, el 0% eran isleños del Pacífico, el 0.12% eran de otras razas y el 2.16% pertenecían a dos o más razas. Del total de la población el 0.5% eran hispanos o latinos de cualquier raza.